# Gustav von Rauch (General)

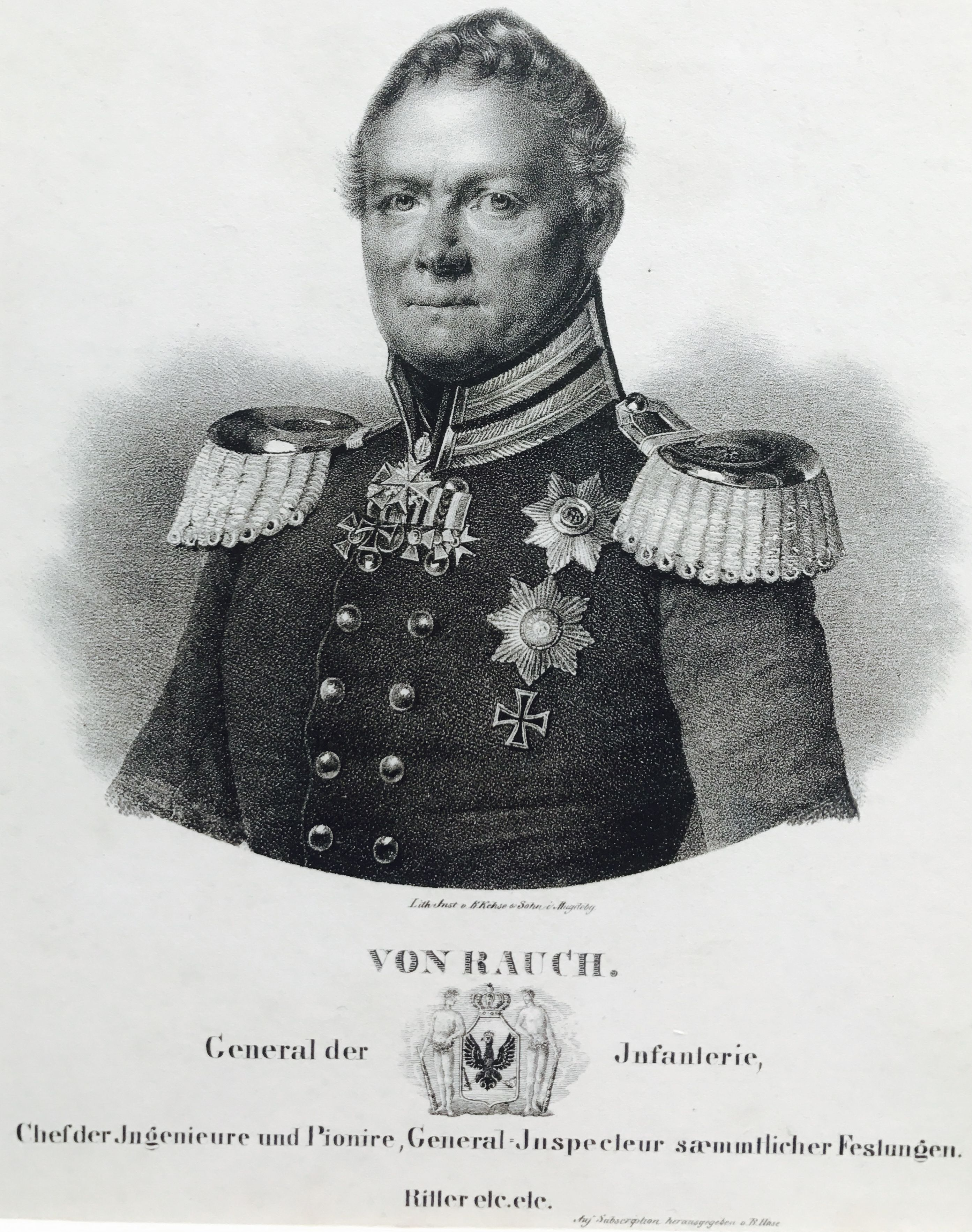
Minister und General der Infanterie Gustav von Rauch, Ehrenbürger von Berlin, Lithografie nach einer Zeichnung von Franz Krüger (um 1830)

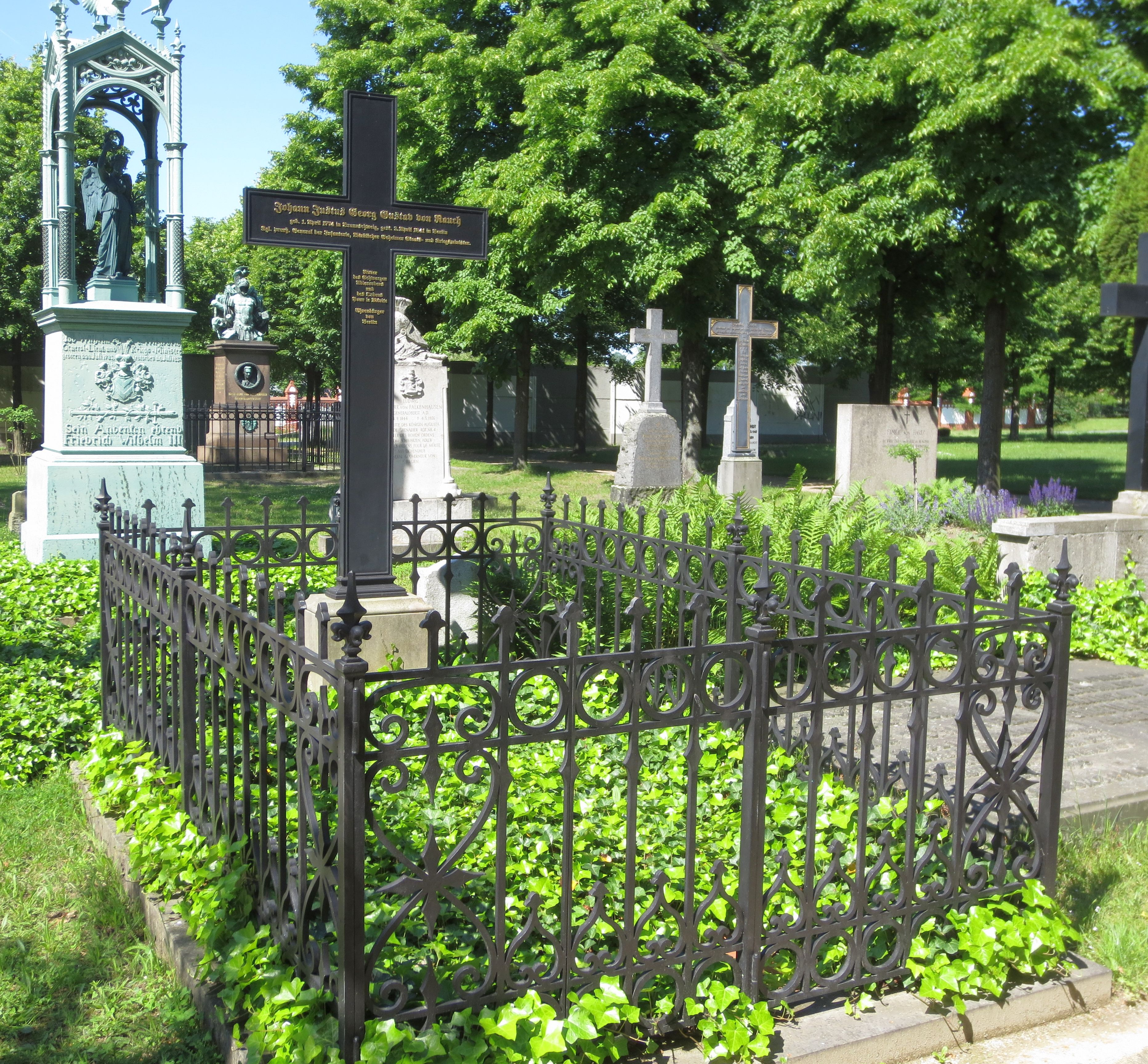
Berliner Ehrengrab des Ministers und Generals der Infanterie Gustav von Rauch auf dem Berliner Invalidenfriedhof – im Hintergrund links Grabmonument seines Amtsvorgängers Job von Witzleben

Johann Justus Georg Gustav von Rauch (* 1. April 1774 in Braunschweig; † 2. April 1841 in Berlin) war ein preußischer General der Infanterie und Kriegsminister. Er wurde der 16. Ehrenbürger Berlins. Als enger Mitarbeiter des Generals von Scharnhorst gehörte er zum Kreis der preußischen Heeresreformer. Mit ihm verbunden sind die Reform des militärischen Bildungswesens, die Weiterentwicklung der preußischen Festungsanlagen und die Reorganisation des Ingenieur- und Pionierwesens. Rauch brachte den Aufbau der Preußischen Marine weiter voran und ließ erste Sanitätskompanien in der preußischen Armee aufstellen.

## Leben

### Herkunft und Familie
Gustav von Rauch war der Sohn des preußischen Generalmajors und Ingenieuroffiziers Bonaventura von Rauch, des Direktors der königlichen Ingenieurakademie in Potsdam, und dessen Ehefrau Johanna, geborene Bandel.
Mathematisch-technische Begabung, pädagogisches Talent und fürstliche Empfehlung hatten König Friedrich II. von Preußen auf Rauchs Vater, ein Waisenkind und laut Taufregister wohl Lehrersohn aus dem bayerischen Chiemgau, aufmerksam werden lassen: Grundlage für den Aufstieg zum General seit dessen Übertritt zur preußischen Armee im Jahr 1777. Umso tiefer war 1806 der Fall Bonaventura von Rauchs, als dieser als Vizekommandant der Festung Stettin zustimmte, sie den französischen Truppen kampflos zu übergeben. Rauchs Vater wurde dafür ohne Abschied aus der Armee entlassen und zu lebenslangem Arrest in der Festung bzw. Stadt Spandau verurteilt. Gustav von Rauchs Mutter entstammte einer im Anhaltischen und Braunschweigischen beheimateten Domänenpächter- und Landwirtsfamilie.
Rauch war das älteste der zwölf Kinder des Ehepaars Bonaventura und Johanna von Rauch. Zu seinen Brüdern zählten die Generäle Leopold von Rauch, Direktor der preußischen Kriegsakademie in Berlin, und Friedrich Wilhelm von Rauch, enger Vertrauter und Generaladjutant König Friedrich Wilhelms IV. von Preußen. Seine Schwestern waren u. a. Charlotte (erste Ehefrau von Levin Friedrich von Bismarck, preußischer Regierungspräsident und Ehrenbürger von Magdeburg), Friederike (verheiratet mit dem Generalmajor Heinrich von Knobelsdorff, Inspekteur der preußischen Gardekavallerie) und Cecilie von Rauch (Ehefrau von Gustav Freiherr von Maltzahn Graf von Plessen, Majoratsherr auf Ivenack in Mecklenburg und Oberstleutnant im Regiment der Gardes du Corps).

### Werdegang bis zur preußischen Niederlage (1788 bis 1807)
Keinesfalls stand das dramatische Ende des militärischen Werdegangs seines Vaters 1806 dem steilen, zeitgleichen Aufstieg Gustav von Rauchs in der preußischen Armee entgegen. Gustav von Rauch trat 1788, dem Beispiel des Vaters folgend, in das Ingenieurkorps ein und besuchte als Eleve zwei Jahre lang die Ingenieurakademie (Ecole de génie) in Potsdam. Von seinem Vater Bonaventura wurde er dort auf das Sorgfältigste ausgebildet. Als begabter junger Ingenieuroffizier verfügte er schnell über die persönlichen Voraussetzungen, die ihn rasch Teil der preußischen Heeresreform und der damit verbundenen Reorganisationsanstrengungen werden ließen. Rauch arbeitete von Anfang an im unmittelbaren Umfeld der reformerischen Akteure im preußischen Heer, so des Generalleutnants Levin von Geusau, des späteren Generalfeldmarschalls Friedrich Graf Kleist von Nollendorf und des Generalleutnants Ernst von Rüchel. Sein wichtigster Förderer wurde Generalleutnant Gerhard von Scharnhorst als Kopf der Heeresreform. Früh wurde er Mitglied der Militärischen Gesellschaft.
In der Zeit der Befreiungskriege kam es für ihn außerdem zur engen Zusammenarbeit mit und unter den Feldmarschällen Ludwig Graf Yorck von Wartenburg, Gebhard Leberecht Fürst Blücher, August Graf Neidhardt von Gneisenau und Hermann von Boyen sowie dem General der Infanterie und Kriegsminister Karl von Hake.
Rauch erhielt schon als 16-Jähriger am 6. April 1790 die Beförderung zum etatmäßigen Leutnant im Ingenieurkorps. Und bereits in seinen ersten Dienstjahren war Rauch mit eigenverantwortlich zu erledigenden Aufträgen bei Landesaufnahme- und Befestigungsarbeiten bis zum Spätherbst 1796 an der schlesisch-österreichischen Grenze und in den neu-preußischen Landesteilen eingesetzt. Dabei nahm er auch an dem durch die dritte Teilung Polens verursachten Krieg des Jahres 1794 teil.
Im Anschluss wurde er Adjutant des damals sehr einflussreichen Generalquartiermeisters und Chefs des Ingenieurkorps, des Generalleutnants Levin von Geusau in Berlin. Dadurch erhielt seine militärische Laufbahn eine Wendung, die ihn bereits in jungen Jahren mit der Arbeit höherer Stäbe vertraut machte. Am 14. Januar 1802 kam er als Quartiermeisterleutnant in den neugebildeten Generalstab, wurde am 12. Dezember 1803 Kapitän und 1805 dem „vortragenden Generaladjutanten“ von König Friedrich Wilhelm III., Oberst Friedrich von Kleist, dem späteren Generalfeldmarschall, zugeteilt. Im Generalstab, in dem er am 22. Oktober 1805 zum Major und Generalquartiermeister befördert worden war, machte er die ergebnislos gebliebene Mobilmachung von 1805 und im Gefolge des preußischen Königs den Krieg von 1806/07 mit. Am 1. Juni 1807 wurde er mit dem Orden Pour le Mérite ausgezeichnet. In Memel überbrachte Rauch dem dorthin geflüchten König die Nachricht von der Niederlage des russisch-preußischen Koalitionsheeres in der Schlacht bei Friedland.
Es zeigte sich schon damals, dass Rauchs Ansichten über Kriegführung mehr der methodisch-abstrakten Anschauungen von Geländeeinflüssen und Nutzanwendung mathematischer Lehrsätze auf militärische Maßnahmen überlieferten Art anhafteten als den neuen Grundsätzen, nach denen der taktische Sieg über das feindliche Heer das wichtigste Ziel des Feldherrn sein sollte. So gehörte er zu denen, die im Jahre 1806 nicht zu dem Gedanken eines entschieden offensiven Vorgehens gegen die napoleonische Armee tendierten, sondern die Maßnahmen empfahlen, die zur Teilung der eigenen Kräfte in die am 14. Oktober bei Jena und Auerstedt getrennt geschlagenen Heeresteile führten.
Rauch kam dann unter glücklichen Umständen nach Preußen zurück und wurde im Frühjahr 1807 Generalstabschef des russischen Generals Kamenski II. Dieser sollte mit einem in Pillau eingeschifften und in Neufahrwasser gelandeten russisch-preußischen Heer dem bedrängten Danzig Entsatz bringen. Nachdem dieser Versuch gescheitert war, wurde Rauch Generalstabschef bei General Ernst von Rüchel, dem Generalgouverneur von Königsberg.

### Wirken während der Heeresreform im Kriegsministerium und in den Befreiungskriegen (1807 bis 1814)
Mit dem Friedensschluss 1807 kehrte Rauch zum königlichen Gefolge zurück. 1808 wurde er General von Scharnhorst, dem Chef der ersten Abteilung, das heißt des Allgemeinen Kriegsdepartements im neu geschaffenen und zu diesem Zeitpunkt noch ministerlosen Kriegsministerium, zugeteilt. Daraus ergab sich eine enge und von Wohlwollen bestimmte Zusammenarbeit. Rauch leistete Scharnhorst bei den Arbeiten zur Neuordnung der Preußischen Armee wesentliche Dienste. So schlug ihn Scharnhorst als Mitglied einer unter dessen Vorsitz einzusetzenden Kommission zur Reorganisation des Ingenieurkorps vor und schrieb: „Rauch war früher von dem Oberst von Massenbach als ein geschickter, ganz vorzüglich brauchbarer Offizier empfohlen, hatte im letzten Kriege viele besondere Aufträge mit Zufriedenheit des Königs ausgeführt, versieht seine Geschäfte mit seltenem Eifer und wurde ohne Vorschlag von Sr. Majestät befördert“. 1810 erfolgte Rauchs Beförderung zum Oberstleutnant.
Nachdem Scharnhorst auf französischen Druck aus seinen bisherigen Verwendungen im Kriegsministerium hatte ausscheiden müssen, übernahm Gustav von Rauch am 8. März 1812 große Teile von dessen Aufgaben. Dazu teilte der preußische König Rauch mit: „Da ich den General Major von Scharnhorst heute auf sein Ersuchen mit dem Generalstabe aus aller Verbindung gesetzt habe, so will ich vor der Hand dagegen die Leitung der sämtlichen Geschäfte des Generalstabes Ihnen übertragen.“ Ferner: „Ich habe heute auf Vortrag des General Major von Scharnhorst bestimmt, dass Sie all diejenigen Geschäfte des Generalstabs und des Ingenieur Korps, welche der Chef nicht selbst führen will, unter Ihrer eigenen Autorität und Verantwortlichkeit leiten sollen, und ernenne Sie zu dem Ende zum interimistischen Kommandeur des Ingenieur Korps. Auch ist dem General von Scharnhorst überlassen worden, die laufenden Geschäfte der Direktion der Militärschulen unter seiner Leitung Ihnen zu übertragen.“ Innerhalb seines neuen Aufgabenkreises setzte Rauch einen besonderen Akzent beim Aufbau von Kriegsschulen für die Offizieranwärter aller Waffengattungen. Scharnhorst kommentierte anerkennend Rauchs Wirken: „Ohne Ihre Ordnungsliebe, Betriebsamkeit, Menschenkenntnis und Einsicht würde der mir bestimmte Wirkungskreis schlecht verwaltet werden.“
Seit dem 14. August 1812 Oberst, übernahm Rauch beim Beginn des Befreiungskrieges eine besondere Aufgabe, indem er am 1. März 1813 Generalstabschef beim Korps des Generals von Yorck wurde, das bei Berlin neu aufgestellt wurde. Yorck galt als schwieriger Vorgesetzter. Vertrauen und Wertschätzung mussten bei ihm erkämpft werden. Weder Rauchs Persönlichkeit noch seine eher gelehrte als praktische Art passten zu Yorck, der ihn zunächst „langweilig“ fand und deshalb „zur Seite liegen ließ“. Später konnte Yorck jedoch über Rauch in einem Bericht zum Gefecht bei Königswartha-Weißig am 19. Mai 1813 anerkennend festhalten: „Vorzüglich erwähne ich auch bei dieser Gelegenheit den Chef meines Generalstabes, den Obrist von Rauch, dem ich die Ordnung, mit welcher der nächtliche Rückzug durch die Defiléen vor sich ging, ganz besonders zuschreiben muß.“ Am gleichen Tag wurde Rauch die Auszeichnung mit dem Eisernen Kreuz II. Klasse zuteil.
Während des vorübergehenden Waffenstillstandes wurde Rauch eine neue Aufgabe zugewiesen. Seit dem 7. Juli 1813 Generalmajor, wurde er nach Scharnhorsts Tod am 21. Juli 1813 Chef des Ingenieurkorps und zugleich an Gneisenaus Stelle interimistischer Generalstabschef von General von Blücher und dessen Korps. Daneben wirkte er als Bevollmächtigter des Kriegsministeriums für die Ergänzung und Wiederaufrüstung des Heeres. Als bei Neubeginn der Feindseligkeiten Gneisenau seinen Posten als Blüchers Generalstabschef wieder übernommen hatte, blieb Rauch auf Blüchers Wunsch in dessen Generalstab und nahm mit den ihm unterstellten Pioniertruppen an den weiteren Ereignissen des Befreiungskrieges teil; er wurde vor allem bei der Anlage von Befestigungswerken und bautechnischen Arbeiten gebraucht (Verschanzungen bei Wartenburg, Brückenschlag bei Halle/Saale). Dass hingegen sein methodischer Geist kaum zu den in Blüchers Stab maßgebenden Ansichten über Kriegführung passte, bewies er durch eine Denkschrift, die von dem Anfang Oktober ausgeführten folgenschweren Elbübergang abriet, „weil der Zustand der schlesischen Festungen nicht gut genug sei, um im Falle des Mißlingens das Heer genügend sicher zu stellen“. Im September 1813 erhielt Rauch sowohl das Eiserne Kreuz I. Klasse als auch den russischen Annen-Orden I. Klasse.
Als die Armee am Rhein angekommen war, wurden ihm vom preußischen König am 13. Dezember 1813 als vorübergehendem Nachfolger des ersten preußischen Kriegsministers, des Generals Karl von Hake, – zusätzlich zu seiner Stellung im Generalstab und an der Spitze des Ingenieurkorps – die Aufgaben als Chef des Allgemeinen Kriegs- und des Militärdepartements im Kriegsministerium übertragen, de facto die Funktion als Kriegsminister ad interim. Während dieser Zeit hatte der König Rauch u. a. auch aufgetragen, den Vorschlag des Prinzen August von Preußen aufzugreifen und erstmals Sanitätskompanien aufstellen zu lassen. Zur Aufgabenfülle als interimistischer Kriegsminister gehörte es für Rauch auch, die Verbindung zum Hauptquartier von Feldmarschall Karl Philipp Fürst zu Schwarzenberg, dem Oberbefehlshaber über die verbündeten Streitkräfte gegen Napoleon, zu halten. Später nahm er als preußischer Bevollmächtigter an den ergebnislos gebliebenen Waffenstillstandsverhandlungen in Chaumont und in Lusigny-sur-Barse teil.

### Im Kriegsministerium: Ausbau der preußischen Festungen – Reorganisation des Ingenieur- und Pionierwesens (1814 bis 1837)
Nach Abschluss des Pariser Friedens entband König Friedrich Wilhelm III. Rauch mit Wirkung vom 3. Juni 1814 von der Leitung der beiden Departements im Kriegsministerium und ernannte General Hermann von Boyen zum neuen Kriegsminister. Rauch blieb Chef des Ingenieurkorps und wurde zusätzlich Generalinspekteur sämtlicher Festungen, womit die beiden bislang getrennten, aber verwandten Dienstzweige erstmals in einer Hand lagen. Gleichzeitig wurde er mit dem Eichenlaub zum Orden Pour le Mérite ausgezeichnet.
Nachdem er den preußischen König nach England begleitet hatte, begab er sich in seiner neuen Doppelstellung zunächst wieder nach Berlin. Von dort machte er sich dann wegen der wachsenden Kriegsgefahr auf den Weg an die französische Grenze, um die Festungsbauten am Rhein zu leiten. Der König schrieb ihm am 15. April 1815, er sähe diese Aufgabe als eine so wichtige an, dass er dieselbe nur Rauchs eigenen Händen anvertrauen könne. Dies wurde jedoch vorübergehend dadurch eingeschränkt, dass Feldmarschall Blücher zahlreiche Pioniere für die Feldarmee anforderte, die Rauch dringend für den Festungsausbau benötigte. Der rasche Verlauf des Krieges mit dem Sieg über Napoleon ließ diese Meinungsverschiedenheiten hinfällig werden und Rauch konnte nach Berlin zurückkehren.
Mehr als zwei Jahrzehnte lang übte Gustav von Rauch in seiner Doppelstellung als Chef des Ingenieurkorps und Generalinspekteur der Festungen die Gesamtleitung über den Aus- bzw. Neubau der preußischen Befestigungen aus. Vorrangig drei preußischen Befestigungslinien galt Rauchs Wirken: im Westen des Königreichs an Rhein und Saar, in der Mitte entlang der Elbe sowie im Osten an Oder und Weichsel. Unter Rauchs Gesamtleitung wurden ausgebaut und modernisiert oder entstanden als Neubauten: entlang von Rhein bzw. Saar die Festungen Wesel, Jülich, Köln, Koblenz mit dem Ehrenbreitstein und Saarlouis, entlang der Elbe die Festungen Wittenberg und Torgau sowie im Osten die Festungen Posen und Thorn. Zu den zu erneuernden Befestigungsanlagen zählten außerdem die Festungen Minden, Erfurt und Stralsund. Als sich Gustav von Rauch 1814 in Köln wegen des Ausbaus der rheinischen Festungen aufhielt, traf er dort mit Johann Wolfgang von Goethe zusammen. Goethe lobte später Gustav von Rauch in seinem Tagebuch Aus einer Reise am Rhein, Main und Neckar als einen "trefflichen Kriegsmann". Rauch hatte sich während seiner Monate in Köln mit besonderer Sorgfalt auch um die archäologischen Funde gekümmert, die bei den Festungsarbeiten gemacht wurden, und die geborgenen Objekte ihrer Erhaltung im Museum zugeführt.
Es gelang Rauch, durch großes Wohlwollen, ausgeprägten Gerechtigkeitssinn und Unparteilichkeit das Vertrauen und die Achtung seiner Untergebenen zu erwerben. Und er verstand es, um sich einen Kreis enger Mitarbeiter zu bilden und zu qualifizieren, die ihrerseits später in Spitzenstellungen des Ingenieurkorps und des Festungswesens gelangen sollten und deren Tätigkeit bis heute ebenfalls Spuren im Bild der einstigen Festungsstädte hinterlassen hat. Zu ihnen zählten die Festungsbaumeister und späteren Generäle Ernst Ludwig von Aster, Leopold von Brese-Winiary und Moritz von Prittwitz und Gaffron.
Auch die Reorganisation des Ingenieurkorps war Rauch vom preußischen König aufgetragen worden. Sie umfasste u. a. deren Umgliederung in drei Ingenieurbrigaden. Bei jeder Brigade wurden außerdem drei Pionierbataillone aufgestellt. Eine besondere Initiative Rauchs galt 1816 der Vereinigten Artillerie- und Ingenieurschule in Berlin und deren Aufbau. Ihr bekanntester Absolvent wurde Werner von Siemens. Diesem hatte Rauch 1835 empfohlen, die Berliner Schule wegen ihrer exzellenten Ausbildung in den Naturwissenschaften zu besuchen und den Schulbesuch durch den Eintritt bei der Artillerie abzusichern; auf Grund einer ausgezeichneten Bewerberlage galt der Zugang zum begehrten Ingenieurkorps so gut wie versperrt. Am 18. Januar 1820 wurde Rauch der Rote Adler-Orden I. Klasse mit Eichenlaub verliehen.
Auch die russischen Herrscher bedienten sich Rauchs Expertise: Auf Wunsch von Kaiser Alexander I. besichtigte er 1822 die Festungen des Zarenreichs in Begleitung des Ingenieuroffiziers Ludwig Urban Blesson und wurde währenddessen Ehrenmitglied des russischen wissenschaftlichen Militärkomitees. Gemeinsam mit dem späteren Kaiser Nikolaus I., dessen Krönung er 1826 als preußischer Abgesandter beiwohnte, führte Rauch im Jahre 1825 auch eine Besichtigung der polnischen Festungen durch. Dieser fachliche Austausch wurde am 30. Mai 1829 mit dem Großkreuz des russischen Alexander-Newski-Orden gewürdigt, am 29. November 1834 ergänzt um die Brillanten zum Großkreuz.
Am 30. März 1830 wurde Gustav von Rauch zum General der Infanterie befördert, am 21. November 1831 zum Mitglied des preußischen Staatsrates ernannt und am 18. Januar 1833 mit dem Schwarzen Adlerorden ausgezeichnet.

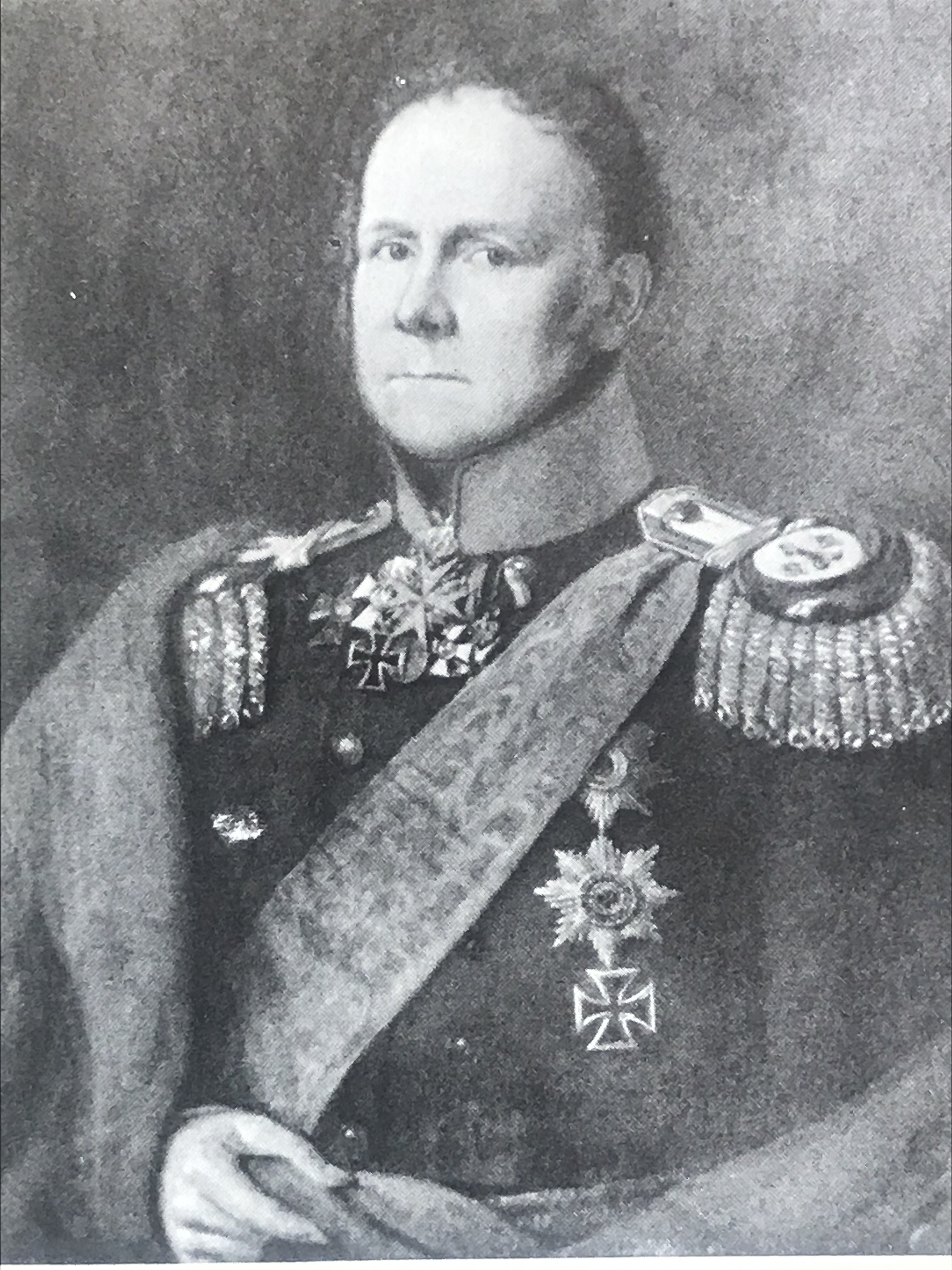
Minister Gustav von Rauch als General der Infanterie und Chef des 1. Infanterieregiments – Ölgemälde vermutlich von Johann Jakob Kirchhoff, 1838

### Kriegsminister und späte Jahre (1837 bis zum Tod 1841)
Als Anfang 1837 Generalleutnant Job von Witzleben aus gesundheitlichen Gründen zeitweise von der Wahrnehmung der Geschäfte als Kriegsminister entbunden wurde, wurde Rauch dessen Vertretung übertragen. Nach Witzlebens Tod ernannte der preußische König Rauch am 30. Juli 1837 zum Staats- und Kriegsminister.
In Rauchs Zeit als Kriegsminister fallen die Vorbereitungen für die Armierung der Festungen Wesel, Jülich, Köln, Koblenz und Saarlouis. Von langfristiger, strategischer Bedeutung war es, dass er für die Einführung des Zündnadelgewehrs bei der Infanterie sorgte. Und unter Rauch als Minister konnte auch der Aufbau der Preußischen Marine, für den er sich schon seit 1811 u. a. als Leiter der Seewehr-Kommissionen im Kriegsministerium planerisch und gegen viele Widerstände eingesetzt hatte, weiter vorangetrieben werden. Nicht zuletzt kümmerte er sich um die militärische Bewachung durch einen Kriegsinvaliden am Gustav-Adolf-Denkmal bei Lützen, wo der schwedische König 1632 in der gleichnamigen Schlacht gefallen war.
Gustav von Rauch bekleidete vier Jahre lang das Amt des preußischen Kriegsministers. Nach dem Tod König Friedrich Wilhelms III. 1840 bat ihn dessen Nachfolger und Sohn Friedrich Wilhelm IV. eindringlich, im Ministeramt zu verbleiben. Seit Ende 1838 gesundheitlich beeinträchtigt und zeitweise durch die Generäle Ferdinand von Stülpnagel bzw. Ludwig von Rohr vertreten, bat Rauch Anfang Februar 1841 um seinen Abschied. Dieser wurde ihm am 28. Februar 1841 gewährt. Als sein Nachfolger wurde General Hermann von Boyen mit dem Amt betraut.
Nur wenige Wochen später starb er am 2. April 1841 in Berlin.

### Grab auf dem Invalidenfriedhof in Berlin
Gustav von Rauch wurde auf dem Berliner Invalidenfriedhof im heutigen Grabfeld C beigesetzt. Seine letzte Ruhestätte ist eine Ehrengrabstätte des Landes Berlin.
Sie befindet sich in unmittelbarer Nachbarschaft zu den Grabmonumenten seiner Vorgänger Gerhard von Scharnhorst und Job von Witzleben bzw. seines Nachfolgers von 1814 und 1841, Hermann von Boyen. 1850 ließ König Friedrich Wilhelm IV. im Vorfeld des Grabes von Gustav von Rauch die Grablege für seinen Bruder Friedrich Wilhelm von Rauch durch den Hofarchitekten Friedrich August Stüler anlegen. Diese wurde in den folgenden hundert Jahren zum Erbbegräbnis der Familie Rauch, darunter 1890 für den Kriegsministersohn Gustav Waldemar von Rauch sowie für einige seiner Enkel- und Urenkelkinder.
Rauchs Grab auf dem Invalidenfriedhof ging wohl zu DDR-Zeiten vermutlich auf Grund ihrer unmittelbaren Nähe zur Berliner Mauer verloren. Das Grab konnte 2003 durch die Gartendenkmalpflege des Landesdenkmalamtes Berlin wieder errichtet werden. Seine Rekonstruktion förderten der Bund, die Stiftung Deutsche Klassenlotterie Berlin und der Förderverein Invalidenfriedhof e. V.

### Familie

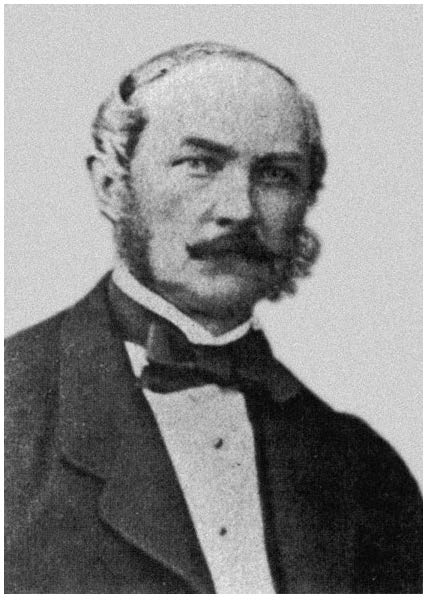
Kammerherr Adolf von Rauch (1805–1877)
General der Kavallerie Gustav Waldemar von Rauch (1819–1890)
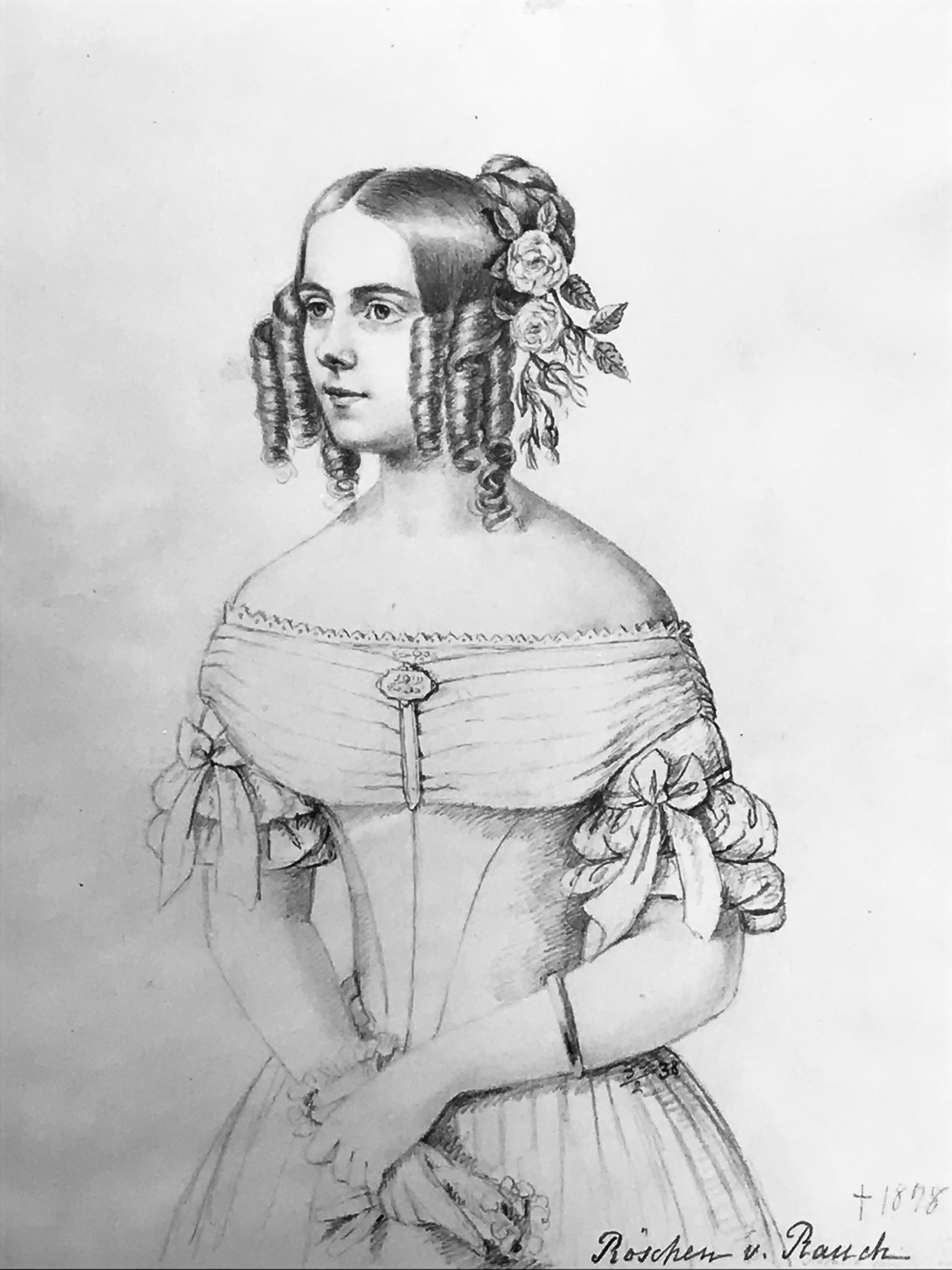
Rosalie Gräfin von Hohenau, geborene von Rauch (1820–1879)
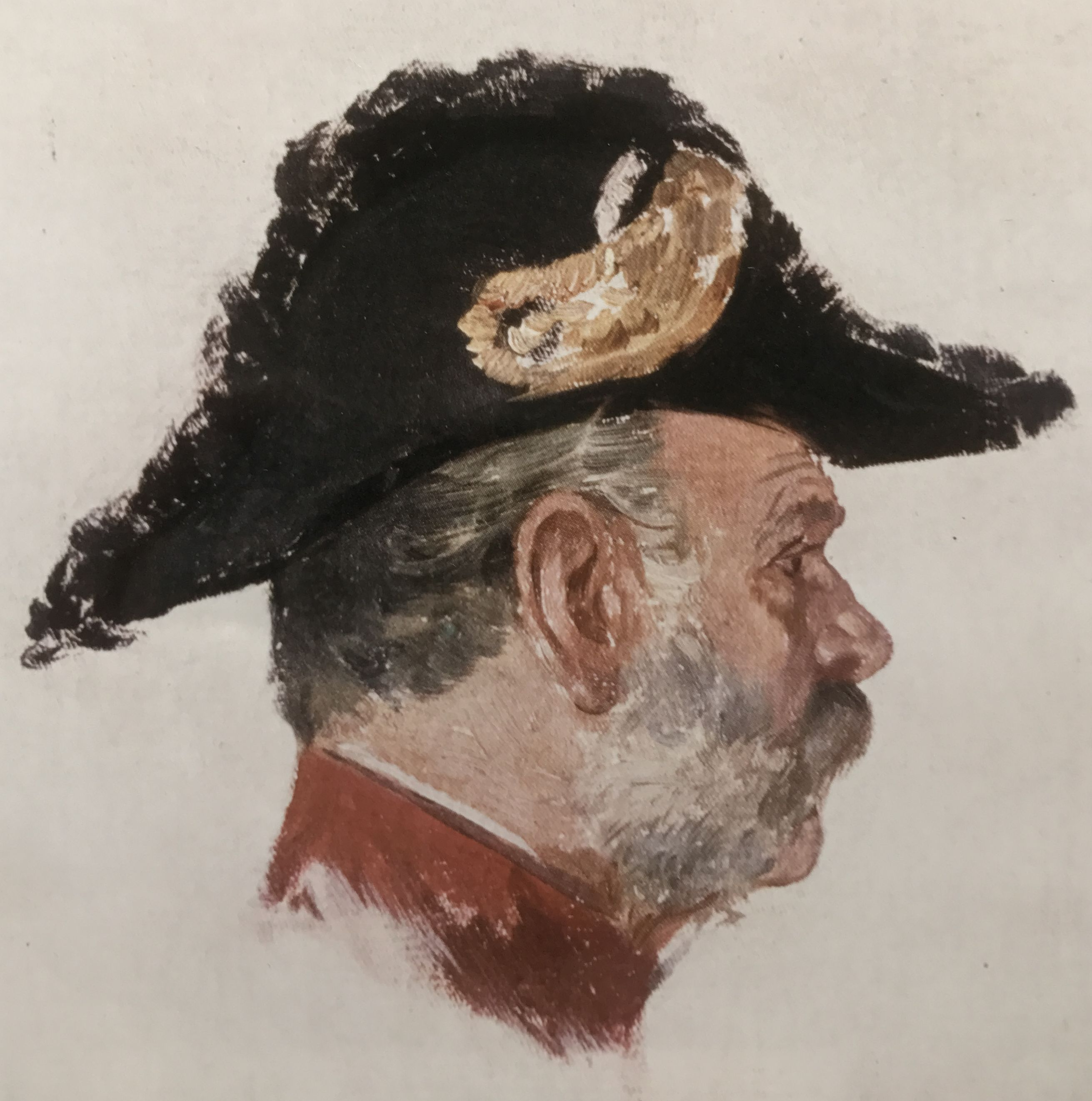
Oberstallmeister Fedor von Rauch (1822–1892)
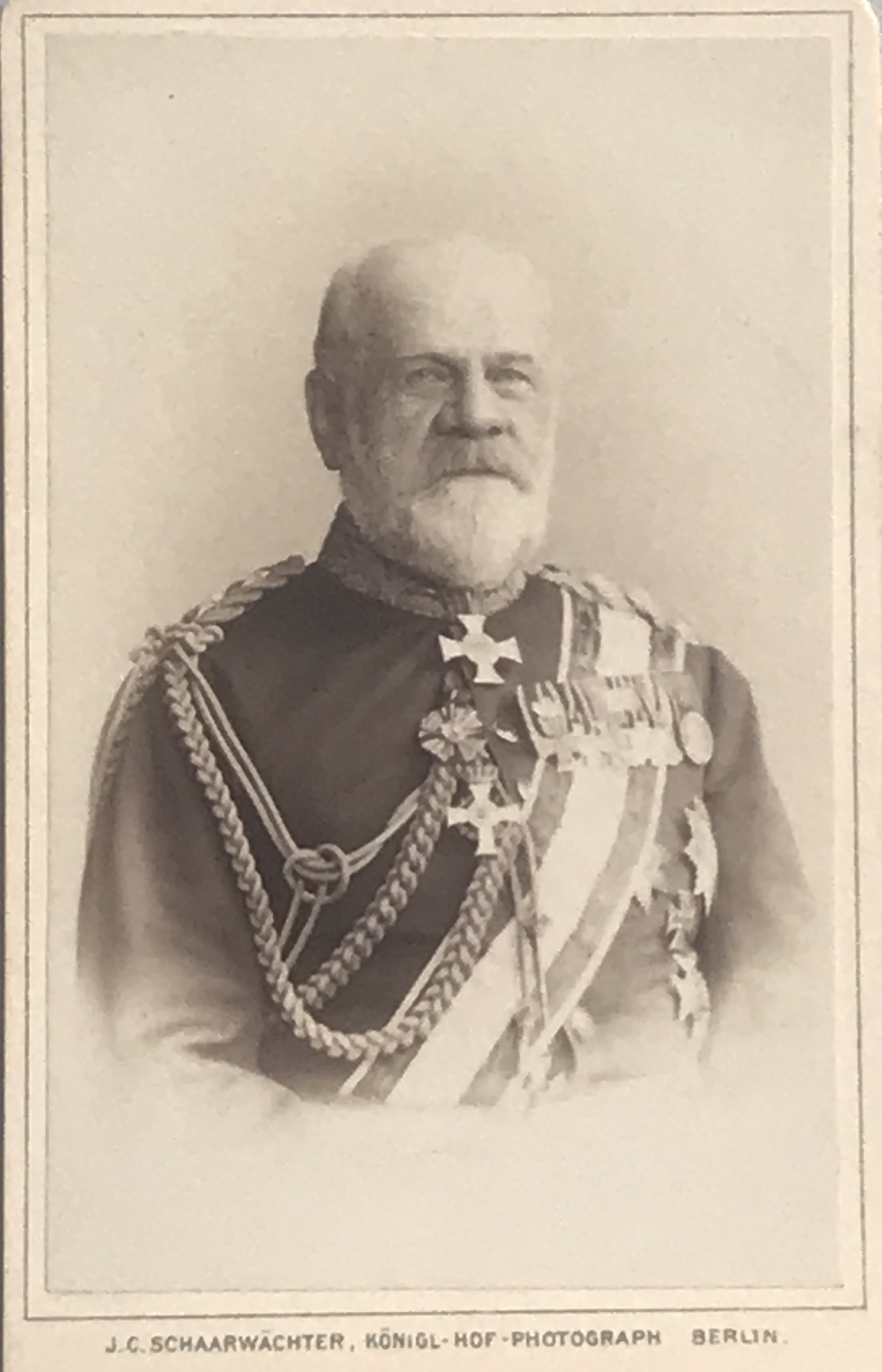
General der Infanterie Albert von Rauch (1829–1901)

Gustav von Rauch war seit 1802 mit Caroline von Geusau (1780–1867) verheiratet, der Tochter seines damaligen Chefs, des Generalleutnants und Generalquartiermeisters Levin von Geusau, und dessen Ehefrau Marie Caroline, geborene Grepler. Die Ehe wurde 1815 geschieden.
- Der gemeinsame Sohn von Gustav und Caroline von Rauch, Kammerherr Adolf von Rauch (1805–1877), stieg zunächst als Kavallerieoffizier im Regiment der Gardes du Corps bis zum Major auf. 1854 wurde er Hofchef von Prinzessin Luise von Preußen, der seit 1861 geschiedenen Ehefrau von Alexis Landgraf von Hessen-Philippsthal-Barchfeld[4]; sie war Tochter von Prinz Carl und Prinzessin Marie von Preußen. Adolf von Rauch war ein namhafter Münzsammler und Vorsitzender der Numismatischen Gesellschaft zu Berlin.   Seit 1836 war Adolf von Rauch mit Therese von Ziegler und Klipphausen (1817–1858), Tochter des preußischen Oberst Friedrich August von Ziegler und dessen Ehefrau Philippine Amalie, geborene Kypke verheiratet.

Gustav von Rauchs zweite Ehefrau wurde 1816 Rosalie von Holtzendorff (1790–1862), Tochter des preußischen Stabskapitäns Georg Friedrich von Holtzendorff und dessen Ehefrau Rudolphine Wilhelmine, geborene von Lütke; sie war Enkelin des Generalmajors Georg Ernst von Holtzendorff. Rauch hatte mit ihr die Kinder:
- Gustav Waldemar (1819–1890), preußischer General der Kavallerie und Chef der Landgendarmerie ⚭ 1848 Polyxena von Stéritsch (1823–1859), die einer russischen Adelsfamilie entstammte
- Rosalie (1820–1879) heiratete am 13. Juni 1853 im sachsen-meiningenschen Schweina in morganatischer Ehe Prinz Albrecht von Preußen, den Bruder König Friedrich Wilhelms IV. und Kaiser Wilhelms I. Albrecht von Preußen war 1849 von seiner ersten Ehefrau Prinzessin Marianne von Oranien-Nassau geschieden worden, bei der Rosalie von Rauch zuvor Hofdame gewesen war. Im Mai 1853 wurde Rosalie von Rauch zur Gräfin von Hohenau erhoben. Das Ehepaar musste auf Anordnung des Königs seinen Wohnsitz außerhalb Preußens nehmen. Deshalb ließ es in den Dresdner Elbhängen Schloss Albrechtsberg durch den Schinkel-Schüler Adolf Lohse in den 1850er Jahren erbauen. Albrecht von Preußen, der in der preußischen Armee bis zum Rang eines Generaloberst aufstieg, fühlte sich Rosalies Vater Gustav von Rauch als einem seiner ersten militärischen Lehrmeister besonders verbunden.
- Fedor (1822–1892), Oberstallmeister der preußischen Könige und deutschen Kaiser, Vizepräsident des Union-Klubs ⚭ 1856 Elisabeth Gräfin von Waldersee (1837–1914), Hofdame der Großherzogin Marie von Mecklenburg-Strelitz, Tochter des preußischen Oberst Eduard Graf von Waldersee und dessen Ehefrau Laurette, geborene von Alvensleben, Enkelin von Franz Graf von Waldersee
- Marie (1824–1874)
- Albert (1829–1901), preußischer General der Infanterie und Chef der Landgendarmerie ⚭ 1866 Elisabeth von Bismarck (1845–1923), Tochter des preußischen Majors Klaus von Bismarck und dessen Ehefrau Constanze, geborene von Schleinitz

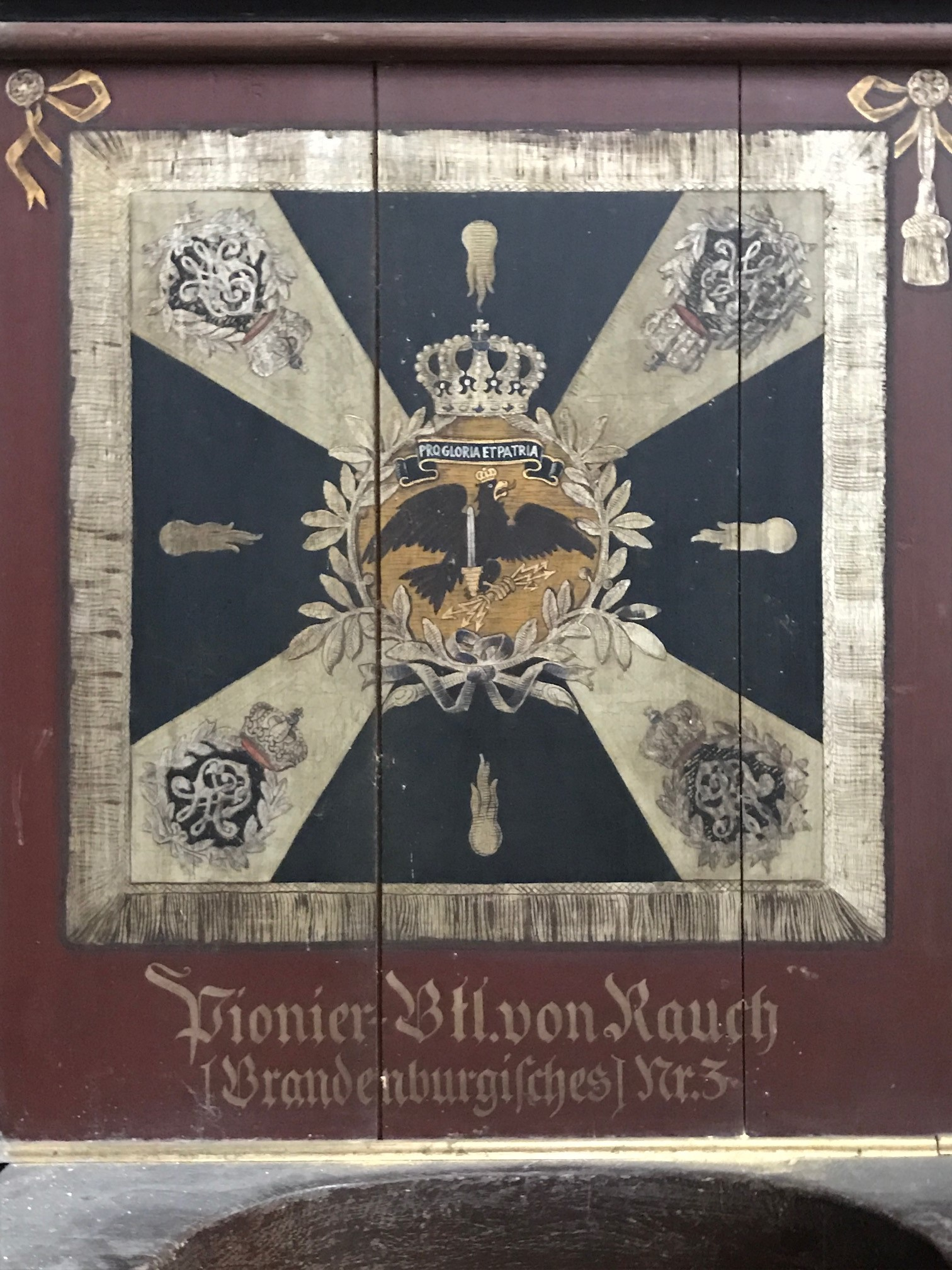
Truppenfahne des Pionier-Bataillons „von Rauch“ (1. Brandenburgisches) Nr. 3 im Chorgestühl der St. Katharinenkirche zu Brandenburg an der Havel

## Ehrung

### Ehrenbürgerwürde in Berlin
Gustav von Rauch wurde im April 1840 der 16. Ehrenbürger Berlins.

### Ehrung durch die Preußische Armee
- Für die Verdienste Rauchs um den Aufbau der preußischen Pioniertruppen im 19. Jahrhundert erhielt 1889 ihm zu Ehren das Brandenburgische Pionier-Bataillon Nr. 3 in Torgau seinen Namen: Pionier-Bataillon „von Rauch“ (1. Brandenburgisches) Nr. 3. Das Bataillon war später in (Berlin-)Spandau und Brandenburg an der Havel stationiert.
- In der Festung Saarlouis wurde 1821 die Kapuziner-Redoute mit Verfügung von König Friedrich Wilhelm III. von Preußen nach Gustav von Rauch, zu dieser Zeit Generalinspekteur aller preußischen Festungen, in Fort Rauch umbenannt.
- Ebenso erhielt um 1860 in der Festung Posen das frühere Fort Rochus die Bezeichnung Fort Rauch.
- Und innerhalb des Kölner Festungsrings wurde 1864 die neue Festungsanlage vor der Deutzer Umwallung nach Rauch benannt. 1958/59 erfolgte der Abbruch von Fort Rauch in der heutigen Siegburger Straße.
- Anlässlich seines 50-jährigen Dienstjubiläums 1838 wurde Gustav von Rauch ehrenhalber Chef des 1. Infanterieregiments (1. Ostpreußisches) in Königsberg. Im  Grenadierkasino dieses Verbandes und seiner Nachfolgeregimenter hing bis 1945 ein Ölgemälde vermutlich von Johann Jakob Kirchhoff, das Rauch als General der Infanterie und Regimentschef zeigte. Es ist seither verschollen.

### Straßenbenennung
- In Spandau, das ab 1896 Standort des Pionier-Bataillons von Rauch (Brandenburgisches) Nr. 3 war, wurde 1900 eine Straße in Hakenfelde nach Rauch benannt.[5]
- In Saarlouis erinnert die Straße Fort Rauch an die den Namen Gustav von Rauchs tragende Befestigungsanlage.